# 米丽亚姆·贝达尔
米丽亚姆·贝达尔（法語：Myriam Bédard，1969年12月22日—），加拿大女子冬季两项运动员。她曾代表加拿大参加1992年、1994年和1998年冬季奥林匹克运动会冬季两项比赛，获得二枚金牌和一枚铜牌。